# Vizcondado de la Torre de Guadiamar
El Vizcondado de la Torre de Guadiamar tiene su origen en el Mayorazgo fundado por Martín Fernández de Cerón, el 17 de agosto de 1408, en Sanlúcar, ante Cristóbal Sánchez de Villacís, de sus casas en la Collación de La Magdalena y la Torre de Guadiamar en Sevilla.

## Historia del Señorío
El heredamiento de la Torre de Guadiamar fue dado junto con otros bienes, en el Repartimiento que el rey Fernando III "El Santo" hizo del recién conquistado Reino de Sevilla, al obispo de Segovia, Remondo, capellán, notario y confesor del rey Fernando III.
Su hijo Alfonso X "El Sabio", puso a este heredamiento el nombre de Segovia o Segoviola, que derivó en Segura, más tarde en Torre del Arzobispo, y por fin en el definitivo Torre de Guadiamar, aunque después se llamó también Torre de Martín Cerón, pertenece actualmente a Benacazón.
El Cabildo de Segovia vendió en 1381 la mitad del heredamiento por 60.000 maravedís al alcalde de Sevilla, Martín Fernández Cerón. En 1385, Martín Fernández Cerón ya era uno de los señores de Castilleja de Talhara, y cuatro años más tarde adquiría por permuta con el cabildo la otra mitad de la Torre, llamada Torre del Arzobispo, y que en adelante se conocería también como Torre de Martín Cerón.
La Torre de Guadiamar estaba en el término de Sanlúcar la Mayor, Sevilla, aparece con los nombres de Borgabenzoar, a orillas del río Guadiamar.
Martín Fernández Cerón, pertenecía a una familia hidalga de Baeza, hijo de Domingo Cerón, pasó a Sevilla donde ocupó varios cargos como veinticuatro, Alcalde mayor por merced de Enrique III de Castilla, Alcayde de las Atarazanas y de sus Alcázares. También fue tutor de Enrique de Guzmán (1391-1436), II conde de Niebla.
Martín Fernández Cerón, fue el I señor de la Torre de Guadiamar, casó con Leonor Sánchez de Mendoza, hija del Alcalde Mayor de Sevilla, Fernando Díaz de Mendoza y de Sancha Manuel, de quien tuvo un hijo y dos hijas. Otorgó testamento el 30 de septiembre de 1410.
El señorío se mantuvo en la familia Cerón durante ocho generaciones, hasta que fue integrado en las posesiones de la familia Sousa, descendientes del noble portugués Hernán Armijo de Sousa, quienes fueron sus nuevos señores, titulándose vizcondes de la Torre de Guadiamar, siendo también los condes de los Arenales, marqueses de Hinojares, marqueses de Mejorada, marqueses de Montefuerte, marqueses de la Breña, marqueses de Guadalcázar, condes de Lebrija etc..
El último señor de la Torre de Guadiamar fue Pedro Isidro de Sousa de Portugal y Guzmán, quién dejó de serlo en 1830 por la disolución de los señoríos por parte de las Cortes de Cádiz.

## Señores y Vizcondes de la Torre de Guadiamar
- Martín Fernández Zerón, Señor de Merlina, vasallo del Rey, Señor de Castilleja de Talhara, Alcalde mayor de Sevilla, Alcaide de sus Alcázares y tenedor de las Atarazanas reales, tutor de Enrique de Guzmán, conde de Niebla, I Señor de la Torre de Guadiamar; Casado con Leonor Sánchez de Mendoza, hija de Fernando Díaz de Mendoza y Sancha Manuel, les sucede su hijo:
- Juan Fernández Zerón, Alcalde mayor de Sevilla y de sus Reales Alcázares, casado con Constanza Martínez Carrillo, hija de Nicolás Martínez de Medina, Contador Mayor de Castilla y de Beatriz López de Roelas,[5] II Señor de la Torre de Guadiamar;[6]
- Diego Fernández Zerón, Alcalde mayor honorífico perpetuo de Sevilla, casado con Isabel (o Leonor) de Quadros, III Señor de la Torre de Guadiamar;[4]
- Martín Fernández Zerón, Alcalde mayor honorífico perpetuo de Sevilla, casado con Mayor de Sandoval, hija de Garci Tello y María de Sandoval IV Señor de la Torre de Guadiamar;
- Martín Fernández Zerón, Alcalde mayor honorífico perpetuo de Sevilla, caballero de Santiago, casado con Ana Ponce de León, hija de Francisco de Torres Ponce de León, XXIV de Sevilla y de Beatriz de Santillán,[7] V Señor de la Torre de Guadiamar;
- Martín Fernández Zerón, Alcalde mayor honorífico perpetuo de Sevilla, casado con Inés de Tavera, hija de Juan de Tabera y María Ponce de León VI señor de la Torre de Guadiamar;
- Ana Fernández Zerón, casada con Francisco Fernández Zerón, su tío, VII Señor de la Torre de Guadiamar;
- Martín Fernández Zerón, Alcalde mayor honorífico perpetuo de Sevilla, caballero de Santiago, casado con Ana Manuel de Landó, hija de Alonso Manuel de Landó y de Urraca Ponce de León, hija del V Señor de la Torre de Guadiamar, VIII señor de la Torre de Guadiamar; Sucede su hija:
- Ana Zerón, casada con Juan de Henestrosa Cárdenas y Rivera, IV señor de los Arenales, IX Señora de la Torre de Guadiamar; Le sucede su hijo (Según consta en documento fechado en Sevilla, 19 de septiembre de 1615, Ana, ya había fallecido y su hijo estaba tratando de heredar el Mayorazgo, pero todavía era menor de 25 años, pero mayor de 14):
- Juan Fernández de Henestrosa y Zerón, Toledo de Ribera y Manuel, señor de Merlina, V señor de los Arenales, X señor de la Torre de Guadiamar, Vizconde de la Torre de Martín Zerón o de Guadiamar;[8] Casado con María de Henestrosa, hija de Antonio Fernández de Henestrosa, II Marqués de Peñaflor y de su mujer Elvira de Aguilar-Ponce de León.[9] Les sucede su hijo:
- Juan Fernández de Henestrosa y Toledo, VI Señor de los Arenales, I Conde de los Arenales; Le sucede su hermana:
- Catalina Fernández de Henestrosa y Toledo, Rivera, Retana, Zerón y Aviñón, Vizcondesa de Torre de Guadiamar, II Condesa de los Arenales; Casada con Juan Pimentel y Torniel, del Consejo de Indias, caballero de Santiago en 1634. Le sucede su hijo:
- García Francisco Pimentel Fernández de Henestrosa Torniel y Retana, VIII Señor de Arenales, Señor de Merlina y XII poseedor del Señorío o Vizcondado de Torre de Martín Cerón o de Guadiamar, III Conde de los Arenales; Casado con Leonor Francisca Muñiz y Velarde de Loaysa. Le sucede su hijo:
- Lorenzo Isidro Pimentel (fallecido en 1703), caballero de la Orden de Santiago y del Consejo de Indias, IV Conde de los Arenales; Sin sucesión.
- Fernando Francisco de Cárcamo y Cárcamo, hijo de Alonso Antonio de Cárcamo y Serrano, señor de Aguilarejo y de Aldonza de Cárcamo y Fernández de Henestrosa, nieto de Catalina Fernández de Henestrosa, II Condesa de Arenales y de Diego Bernardo Íñiguez de Cárcamo y Heraso, Señor de la Palmosa. Fernando Francisco de Cárcamo y Cárcamo, se casó con Maria Bañuelos, II marquesa de Ontiveros, fue el V Conde de los Arenales; A su muerte, sin sucesión, el 30 de septiembre de 1705, heredó su primo-hermano:
- Vasco Alfonso de Sousa Fernández de Córdova Íñiguez de Cárcamo Angulo Hinestrosa Zerón Heraso Cárdenas Rivera Manuel de Landó, Señor de la Torre de Guadiamar, de las villas del Río, Aguilarejo, Alizne, la Palmosa, Vizconde de la Torre de Guadiamar, siendo Capitán de la Armada participó en las batallas navales (Batalla de Agosta, Strómboli y de Palermo) del Mediterráneo en 1676, a bordo del navío Nuestra Señora del Rosario, durante el enfrentamiento de España en la Guerra Franco-Holandesa (1672–1678), y fue hecho prisionero en una de ellas. Hijo de Juan Alfonso de Sousa Fernández de Córdoba (fallecido en Granada, en 1678) del Orden de Alcántara, XXIV de Córdoba, VI Señor del Mayorazgo de Rabanales, II Señor de la Villa del Río, Marqués de Guadalcázar y Ana María Íñiguez de Cárcamo y Haro (nacida en Córdoba, en 1640), VI Conde de los Arenales; Casado con María Manuel Ruiz de León y Velasco, hija de los condes de Fuente del Saúco (Juan Manuel de Deza y Guzmán Acuña, III conde de Fuente del Saúco, Señor de las Cuevas de Guarromán, de Torrijos, Palomares y Mayrenilla y de María Fernández de Velasco y Godoy, señora del Mocho y de la Casa de Velasco en Córdoba). Vasco testó en 1707, le sucede su hijo:
- Juan Alfonso de Sousa de Portugal y Manuel de León y Lando, hijo de Vasco Alfonso de Sousa, VI conde de Arenales y María Manuel Ruiz de León, VII Conde de Arenales; Casado con María Teresa Fernández del Campoy Velasco, III marquesa de Hinojares; Le sucede su hijo:
- Vasco Alfonso de Sousa de Portugal, Fernández del Campo, Angulo, Íñiguez de Cárcamo, Hinestrosa, Zerón, Cárdenas, Heraso, Rivera, Pacheco, Ruiz de León, Manuel de Landó, Carrillo, Bocanegra, Quirós, Cabeza de Vaca, Guzmán, Argote, Mexía de Carasa, Infantas, Señor de las villas del Río, Aguilarejo, Alizne, Señor de la Torre de Guadiamar, Vizconde de Torre de Guadiamar, Marqués y Señor de Guadalcázar, Marqués de Hinojares, de Mejorada, de la Breña, Patrón perpetuo del Convento Iglesia de Agustinos Recoletos de Madrid, Alférez mayor de la ciudad de Burgos, del Real Valle de Mena, Alguacil mayor de su Santa Cruzada Señor de los castillos de Fernán Iñiguez de Cárcamo, del de Bocanegra, Alcayde del castillo de la villa de la Rambla, Alcalde mayor honorífico perpetuo de la ciudad de Sevilla, Veinticuatro de la de Córdova. VIII Conde de Arenales, Marqués de Guadalcázar; casado con su prima-hermana Antonia Fausta Alfonso de Sousa Fernández de Córdova Fernández del Campo Angulo, Marquesa de Mejorada, Marquesa de la Breña, Señora de la Palmosa, hija única y heredera de Christóbal Alfonso de Sousa y Heraso, Señor de la Palmosa, Mayordomo y primer Cavallerizo de la Serenísima Princesa de Asturias María Barbara de Portugal, hijo segundo de Vasco Alfonso de Sousa, VI Conde de los Arenales. Le sucedió su hija:
- Francisca de Borja Alfonso de Sousa de Portugal (12.04.1747 - † 23.03.1820), grande de España, marquesa de Guadalcázar, de los Hinojares, de Mejorada del Campo y de la Breña, Condesa de la Fuente del Saúco, VI Señora de la Villa de la Aldea del Río, Señora de Aquilarejo y Alizné, IX Condesa de Arenales; Casada el 12 de abril de 1747 con su tío Pedro Alfonso de Sousa de Portugal Fernández del Campo Manuel de Landó y Alvarado.
- Rafael Antonio Alfonso de Sousa de Portugal (1771 -1812), grande de España, marqués de Guadalcázar y VII señor de la Villa de la Aldea del Río, X conde de Arenales; Casó con María Isidra de Guzmán y de la Cerda (1768-1803), hija de los XIV condes de Oñate, Diego de Guzmán y Fernández de Córdova, y María Isidra Manrique de Lara de La Cerda y Guzmán, Duquesa de Nájera, Condesa de Paredes de Nava y Condesa de Valencia de Juan, Doctora en Filosofía y Letras y primer miembro femenino de la Real Academia Española. Tuvieron tres hijos: Rafael, Isidro y Luisa Rafaela. De su segundo matrimonio con María Margarita Ernestina Godeau d'Entraigues, tuvo a Fernando, XIII Conde de los Arenales. Le sucedió su hijo mayor:
- Rafael Alfonso de Sousa y Guzmán (fallecido en 1834), XI Conde de los Arenales; Sin sucesión. Le sucedió su hermano:
- Isidro Alfonso de Sousa y Guzmán (1797-1870), grande de España, marqués de Guadalcázar, de los Hinojares, de Mejorada del Campo y de la Breña, conde de la Fuente del Saúco y Vizconde de la Torre de Guadiamar, señor de la Villa de Aldea del Río. Casó con la Exma. Sra. Josefa Núñez de Prado y Nimes de Segovia y no tuvieron sucesión.XII Conde de los Arenales; Le sucedió su hermano:
- Fernando Alfonso de Sousa y Godeau d' Entraigues (1809-1891), XIII marqués de Guadalcázar y de la Mejorada del Campo, grande de España, caballero de la Orden de Carlos III, XIII conde de los Arenales; Sin sucesión.